# Морроу (округ, Огайо)
Шаблон:StateAbbr_ 40°32′ пн. ш. 82°48′ зх. д. / 40.53° пн. ш. 82.8° зх. д.
Округ Морроу (англ. Morrow County) — округ (графство) у штаті Огайо, США. Ідентифікатор округу 39117.

## Історія
Округ організований в 1848 році.

## Демографія
За даними перепису
2000 року
загальне населення округу становило 31628 осіб, зокрема міського населення було 3452, а сільського — 28176.
Серед мешканців округу чоловіків було 15765, а жінок — 15863. В окрузі було 11499 домогосподарств, 8852 родин, які мешкали в 12132 будинках.
Середній розмір родини становив 3,09.
Віковий розподіл населення поданий у таблиці:
| Стать    | До 15 років | 15-21 | 22-29 | 30-39 | 40-49 | 50-65 | 65-85 | Понад 85 |
| -------- | ----------- | ----- | ----- | ----- | ----- | ----- | ----- | -------- |
| Чоловіки | 3620        | 1588  | 1411  | 2364  | 2563  | 2619  | 1476  | 124      |
| Жінки    | 3505        | 1422  | 1404  | 2357  | 2540  | 2611  | 1746  | 278      |

## Суміжні округи
- Кроуфорд — північ
- Ричленд — північний схід
- Нокс — південний схід
- Делавер — південний захід
- Меріон — захід

## Виноски
1. ↑  U.S. Decennial Census. United States Census Bureau. Архів оригіналу за 19 липня 2018. Процитовано 9 лютого 2015.
2. ↑  Historical Census Browser. University of Virginia Library. Архів оригіналу за 11 серпня 2012. Процитовано 9 лютого 2015.
3. ↑  Forstall, Richard L., ред. (27 березня 1995). Population of Counties by Decennial Census: 1900 to 1990. United States Census Bureau. Архів оригіналу за 24 липня 2017. Процитовано 9 лютого 2015.
4. ↑  Census 2000 PHC-T-4. Ranking Tables for Counties: 1990 and 2000 (PDF). United States Census Bureau. 2 квітня 2001. Архів оригіналу (PDF) за 18 грудня 2014. Процитовано 9 лютого 2015.
5. ↑  State & County QuickFacts. United States Census Bureau. Архів оригіналу за 6 червня 2011. Процитовано 9 лютого 2015.(англ.) Наведено за англійською вікіпедією.
6. ↑  American FactFinder. Бюро перепису населення США. Архів оригіналу за 26 лютого 2012. Процитовано 31 січня 2008.

| США | Це незавершена стаття з географії США. Ви можете допомогти проєкту, виправивши або дописавши її. |